# Bonart
Bonart és una revista mensual d'art fundada el 1999 a Girona. S'edita en català sota una llicència de Creative Commons i fa un especial seguiment dels esdeveniments artístics d'arreu dels Països Catalans.
És una revista d'art, cultura visual i patrimoni escrita per especialistes del sector, com Arnau Puig, Daniel Giralt-Miracle, Pilar Parcerisas, Luís Antonio de Villena o Xavier Barral, entre d'altres. Conté articles de reflexió, crítiques, reportatges, entrevistes, notícies i una completa agenda actualitzada d'arreu dels Països Catalans. També inclou informació i agenda d'exposicions d'Espanya i de la resta del món. És present a fires d'art i esdeveniments culturals d'arreu de la península. És membre de l'APPEC i d'ARCE.

## Història
El dia 19 de novembre de 1999 es va presentar a Girona el número 1 a iniciativa de la gestora cultural Anna Maria Camps i el crític d'art Ricard Planas. Deu anys després, la revista es ven i es distribueix arreu de Catalunya, la Catalunya Nord, el País Valencià, les Illes Balears, Andorra i Aragó, i arriba també a les biblioteques de tot l'Estat. En el primer número, de 68 pàgines en blanc i negre i en color i preu de 250 pessetes, Ricard Planas hi entrevistava Richard Hamilton, que tenia un estret contacte amb Cadaqués i afirmava que Salvador Dalí s'agenollava a terra quan parlava amb Marcel Duchamp. Modest Cuixart –que va col·laborar amb bonart fins a la seva mort– escrivia sobre l'herència de Dau al Set.
L'Associació de Premsa Periòdica en Català (APPEC), després de dos anys de vida, li va atorgar el premi a la millor revista en català. Aquell mateix any es van encetar una línia d'edició de llibres amb l'exemplar de Rosa Guri Pintant la vida, que va ser presentat al Cercle Artístic de Sant Lluc de Barcelona per Carles Duarte.
El 2005 es van concedir els primers premis bonart, que van ser per a Carles Fontserè, Pepe Martínez Lozano i Josep Tarrés. Coincidint amb el novè aniversari, bonart va presentar una nova pàgina web i la revista en format digital, que permet a partir d'aleshores dues opcions de subscripció: edició en paper i edició digital.
A principis de 2007 la revista va signar un conveni amb el Ministerio de Cultura Espanyol per distribuir-la a les biblioteques d'arreu de l'Estat i el setembre es presentava traduïda al castellà a Saragossa, i a la Fira del Llibre de Frankfurt amb una edició especial en alemany.
El febrer del 2008 va arribar al número 100. La difusió de bonart era aleshores de 10.000 exemplars, i era controlada pel Baròmetre de la Comunicació i la Cultura. El recull de cent mesos va quedar reflectit amb una exposició al Centre Cultural Caixa Girona-Fontana d'Or.
El 2012 va llençar un diari online especialitzat en art, amb el nom de Bonart actualitat.

## Premis i reconeixements
- 2005 - Premi Appec a la millor revista catalana de l'any[13]
- 2008 - Premi Siestv al millor espot de televisió[14]
- 2013 - Premi Ajeg a la millor iniciativa cultural i empresarial de les comarques gironines[15]
- 2013 - Premi Appec a la millor editorial.[16]